# Mountain Championship 1936
Mountain Championship 1936 je bila enaindvajseta neprvenstvena dirka za Veliko nagrado v sezoni 1936. Odvijala se je 17. oktobra 1936 na angleškem dirkališču Brooklands.

## Rezultati

### Dirka
| Poz | Št | Dirkač                     | Moštvo               | Dirkalnik         | Krogi | Čas/Odstop         |
| --- | -- | -------------------------- | -------------------- | ----------------- | ----- | ------------------ |
| 1   | 6  | Raymond Mays               | ERA Ltd.             | ERA B             | 10    | 8:41,4             |
| 2   | 12 | Hans Ruesch                | Privatnik            | Alfa Romeo 8C-35  | 10    | + 7,2 s            |
| 3   | 15 | Princ Bira                 | Privatnik            | Maserati 8CM      | 10    | + 8,4 s            |
| 4   | 9  | Thomas Cholmondeley-Tapper | Privatnik            | Maserati 8CM      | 10    | + 8,4 s            |
| 5   | 5  | Charles Dodson             | Austin Motor Company | Austin 7          | 10    | + 39,0 s           |
| 6   | 8  | John Wakefield             | Privatnik            | Alta 56S          | 10    | + 41,8 s           |
| 7   | 7  | Arthur Dobson              | ERA Ltd.             | ERA B             | 10    | + 43,0 s           |
| 8   | 14 | Dennis Scribbans           | Privatnik            | ERA B             | 10    | + 47,4 s           |
| 9   | 4  | Kay Petre                  | Privatnik            | Riley 2000        | 10    | + 1:01,2           |
| 10  | 3  | Charles Martin             | Privatnik            | Alfa Romeo P3     | 10    | + 1:07,6           |
| 11  | 2  | Austin Dobson              | Privatnik            | Alfa Romeo P3     | 10    | + 1:34,4           |
| Ods | 6  | Alistair Cormack           | Privatnik            | Alta 56S          | 9     |                    |
| Ods | 24 | Alfred Fane                | Privatnik            | Frazer Nash-Gough | 1     |                    |
| DNS | 11 | Austin Dobson              | Privatnik            | Alta 56S          |       | Zamenjal dirkalnik |
| DNA | 1  | Peter Whitehead            | ERA Ltd.             | ERA B             |       |                    |